# Temporada 1987 de la Fórmula 3 Chilena
La temporada 1987 de la Fórmula Tres Chilena o por motivos comerciales "Formula Tres Renault", fue la 15.º temporada del principal campeonato de monoplazas en Chile, se disputaron 12 fechas que se extendieron desde el 21 de febrero al 19 de diciembre del presente año, habiendo un receso de dos meses, desde mediados de junio a mediados de agosto, debido a los temporales de lluvia que afectaron al país en ese entonces, teniendo que suspender dos fechas, una en el mes de julio y la otra a principios de agosto. De las fechas, nueve fueron disputadas en el autódromo de Las Vizcachas, una en el circuito de la Base Aeronaval de Quintero (donde comenzó la temporada) una en la Base Aérea de El Bosque y una en el circuito callejero en la costanera de la ciudad de Arica, a los pies del mítico morro, Teniendo como socio televisivo a Televisión Nacional de Chile, quien transmitió las competencias en vivo y en directo para todo el país los sábados en la tarde. 
Se podría decir que fue la última temporada de la "Epoca de Oro" del campeonato chileno de monoplazas. En tema de escuderías, la escudería campeona y quien iba a la defensa del título (Team John Player Special) fue disuelta al finalizar la temporada anterior por el retiro del auspicio, siendo reemplazado por Viceroy, quien no participaba desde 1984, a su vez se integraron nuevas escuderías como Remolques Goren (quien hasta el año anterior estaba asociado a la escudería Fujicolor) (con tres autos), Calzados Pluma (con dos autos), y HG Amortiguadores-Credisur, Alles, Revista Triunfo-Pellote y Agfa (todos con un auto). También marcó el regreso de varios otroras campeones a la categoría, como Kurt Horta, Juan Carlos Ridolfi, y el actualmente fallecido Sergio Santander, quien hasta el momento de su muerte, era el líder indiscutido del campeonato.
Esta temporada se recuerda especialmente por el accidente sufrido en la octava fecha entre Sergio Santander de Whisky J&B-Licores Despouy y Gonzalo Alcalde de Denim, con el resultado de la muerte del primer mencionado, también por la polémica producto del accidente entre Clemente Gimeno de Fuji-Puma y Martín Ferrer (coequipo de Santander) quienes fueron suspendidos por dos fechas debido a los incidentes que se produjeron al finalizar la carrera en el sector de Parque Cerrado. Pero a su vez, fue la que más ganadores ha tenido a lo largo del año con un total de ocho ganadores distintos  (que hubieran sido 10, si no es por la descalificacion de Juan Carlos Silva en la primera fecha y por la sanción de Clemente Gimeno en la décima) en doce fechas, lo que quiere decir que fue una de las temporadas más competitivas de la historia. 
Giuseppe Bacigalupo, consiguió su tercer título consecutivo, ganando solo una carrera en toda la temporada, junto a su coequipo Kurt Horta, quién obtuvo el subcampeonato, consiguen el puntaje suficiente para alzarse también con el título por equipos. Tercero "Post Mortem" fue Sergio Santander. Desde la novena a la duodécima fecha, se disputó paralelamente la copa "Sergio Santander Benavente" que se llevó el piloto de la escudería Viceroy y subcampeón nacional.
El programa de carreras, también estaba compuesta por la Fórmula Promocional o posteriormente llamada Formula Junior, que usaban los motores de 1020 c.c. usados por la principal categoría hasta 1983, los autos eran los que fueron dados de baja desde la temporada anterior en la Fórmula Tres. El título fue para el joven piloto Julio Infante de la escudería Maitai-Lubricantes Castrol. Además de (especialmente disputadas en Las Vizcachas) la categoría Monomarca Fiat 600 que disputaba el campeonato metropolitano de la especialidad, paralelamente en el Campeonato de Velocidad Interclubes.

## Auspiciadores
En esta temporada, los auspiciadores fueron:
| - Renault - Viceroy - Whisky J&B - Licores Despouy - Philishave - Marantz - Denim Musk - Discoteque Gente - Fujicolor - Puma - Remolques Goren | - Lubricantes Gulf - Calzados Pluma - Epson - El Mercurio - Deportes Capurro - Radio Carolina - Ladeco (solo la 6° Fecha) - Coca-Cola (solo la 4° y la 6° Fecha) - Champagne Valdivieso (Desde la 1° a la 6° Fecha) - Hostería Arica (solo la 6° fecha) |

## Pilotos y equipos Fórmula Tres "Renault"
| N° | Piloto                   | Auto               | Escudería                                       | Carreras |
| -- | ------------------------ | ------------------ | ----------------------------------------------- | -------- |
| 1  | Giuseppe Bacigalupo      | Tulia 23 - Renault | Viceroy-Chiletabacos - Esso                     | Todas    |
| 2  | Santiago Bengolea        | RR-04 - Renault    | Pioneer - Kodak Supralife - Ridolfi Competición | 1-6      |
| 2  | Santiago Bengolea        | Crespi - Renault   | Denim                                           | 9-12     |
| 3  | Clemente Gimeno          | RR-04 - Renault    | Fuji - Puma - Video Chile                       | 1-10     |
| 4  | Juan Carlos Silva        | Tulia 23 - Renault | Remolques Goren                                 | Todas    |
| 5  | Cristóbal Geyger         | RR-04 - Renault    | Philishave - Marantz - Shell                    | Todas    |
| 6  | César Coggiola           | RR-04 - Renault    | Pioneer - Kodak Supralife - Ridolfi Competición | 1-6      |
| 7  | Carlos Capurro           | Crespi - Renault   | Remolques Goren - Mobil 1                       | Todas    |
| 8  | Gonzalo Alcalde          | Crespi - Renault   | Denim                                           | 1-8      |
| 9  | Victor Matthei           | RR-04 - Renault    | Fuji - Puma - Video Chile                       | Todas    |
| 10 | Martín Ferrer            | Crespi - Renault   | Whisky J&B - Licores Despouy                    | 1-10     |
| 11 | René Valenzuela          | RR-02 - Renault    | Discoteque Caledonia                            | 1-3      |
| 11 | René Valenzuela          | Depack - Renault   | Lubricantes Gulf - Prime                        | 6        |
| 12 | Kurt Horta               | JL-04 - Renault    | Viceroy-Chiletabacos - Esso                     | Todas    |
| 14 | Ramón Torres             | Crespi - Renault   | HG Amortiguadores - Credisur                    | Todas    |
| 15 | Alejandro Bunster        | Tulia 23 - Renault | Lubricantes Gulf - Prime                        | Todas    |
| 16 | Marco Antonio Hormazábal | Crespi -Renault    | Lubricantes Gulf - Prime                        | Todas    |
| 17 | Norman Walker            | RR-02 - Renault    |                                                 | 8        |
| 18 | Enrique Villena          | RR-02 - Renault    | Discoteque Caledonia                            | 1-2      |
| 18 | Enrique Villena          | RR-04 - Renault    | Calzados Pluma - Ridolfi Competición            | 5        |
| 19 | Luis Undurraga           | RR-02 - Renault    | Peroé Jeans                                     | Todas    |
| 20 | Sergio Santander         | Crespi - Renault   | Whisky J&B - Licores Despouy                    | 1-8      |
| 21 | Felipe Horta             | VESA - Renault     | Remolques Goren                                 | 2-10     |
| 22 | Mauricio Perrot          | RR-04 - Renault    | Calzados Pluma - Ridolfi Competición            | 1-4;6-8  |
| 22 | Mauricio Perrot          | RR-04 - Renault    | Transportes Perrot                              | 11-12    |
| 23 | Felipe Santander         | RR-03 - Renault    | Alles                                           | 7        |
| 23 | Cristián del Fierro      | Tulia 25 - Renault |                                                 | 12       |
| 24 | Cristián Rodríguez       | RR-02 - Renault    | Liqui Moly                                      | 11       |
| 25 | Juan Carlos Ridolfi      | RR-04-Renault      | Calzados Pluma - Ridolfi Competición            | Todas    |
| 26 | Arturo Escobar           | RR-02 - Renault    | Revista Triunfo - Pellote                       | 11       |
| 27 | Jaime Bunster            | Depack - Renault   | Lubricantes Gulf                                | 10-12    |
| 28 | Álvaro Ferrer            | JL-04 - Renault    | Whisky J&B - Licores Despouy                    | 11       |
| 30 | Álvaro Pérez             | JL-04 - Renault    | Pier                                            | 7-8      |
| 30 | Álvaro Pérez             | JL-04 - Renault    | Whisky J&B - Licores Despouy                    | 9-11     |
| 31 | François Boucher         | Berta - Renault    | Agfa                                            | 4-5      |

TEMPORADA
| Fº   | Día              | Circuito                                | Ciudad   | Gran Premio                | Ganador                  |
| ---- | ---------------- | --------------------------------------- | -------- | -------------------------- | ------------------------ |
| 1.º  | 21 de febrero    | Base Aérea de Quintero                  | Quintero | Diario El Mercurio         | Kurt Horta               |
| 2.º  | 7 de marzo       | Autódromo Las Vizcachas                 | Santiago | Maitai                     | Giuseppe Bacigalupo      |
| 3.º  | 21 de marzo      | Autódromo Las Vizcachas                 | Santiago | Licores Despouy            | Martín Ferrer            |
| 4.º  | 25 de abril      | Base Aérea de El Bosque                 | Santiago | Remolques Goren            | Sergio Santander         |
| 5.º  | 16 de mayo       | Autódromo Las Vizcachas                 | Santiago | Denim                      | Sergio Santander         |
| 6.º  | 13 de junio      | Circuito Callejero Costanera San Martín | Arica    | Lubricantes Gulf           | Gonzalo Alcalde          |
| 7.º  | 22 de agosto     | Autódromo Las Vizcachas                 | Santiago | Marantz                    | Sergio Santander         |
| 8.º  | 26 de septiembre | Autódromo Las Vizcachas                 | Santiago | Calzados Pluma             | Juan Carlos Ridolfi      |
| 9.º  | 31 de octubre    | Autódromo Las Vizcachas                 | Santiago | Fuji-Puma                  | Carlos Capurro           |
| 10.º | 14 de noviembre  | Autódromo Las Vizcachas                 | Santiago | Viceroy                    | Juan Carlos Ridolfi      |
| 11.º | 28 de noviembre  | Autódromo Las Vizcachas                 | Santiago | Lubricantes Gulf           | Marco Antonio Hormazábal |
| 12.º | 19 de diciembre  | Autódromo Las Vizcachas                 | Santiago | Sergio Santander Benavente | Kurt Horta               |

## Pilotos y equipos Fórmula Promocional / Fórmula Junior
| N°   | Piloto             | Auto                 | Escudería                               | Carreras |
| ---- | ------------------ | -------------------- | --------------------------------------- | -------- |
| 51   | Julio Infante      | Tulia 21 - Renault 4 | Maitai - Lubricantes Castrol - Goodyear | 1-9      |
| 52   | Eduardo Bollo      | Tulia 21 - Renault 4 | Lubricantes Gulf                        | Todas    |
| 53   | Ricardo Fernández  | Tulia 21 - Renault 4 |                                         |          |
| 55   | Iván González      | Procesa - Renault 4  | Horta Autos - Lubricantes Torco         | 1-9      |
| 55 R | Eduardo Valenzuela | Procesa - Renault 4  | Pisco Control                           | 10       |
| 56   | Hector Corrales    | Tulia 21 - Renault 4 | Industrial de Limache                   | 1        |
| 57   | Norman Walker      | Tulia 21 - Renault 4 |                                         |          |
| 58   | Daniel Allende     | Tulia 21 - Renault 4 | Whisky William Grant's - Levrini        | Todas    |
| 59   | Juan Carlos Rosso  | Tulia 21 - Renault 4 | Transportes BSM                         | 10       |
| 61   | Álvaro Pérez       | Tulia 21 - Renault 4 | Pier Competición                        | 3-5      |
| 64   | Felipe Del Fierro  | RR-02 - Renault 4    |                                         | 10       |
| 66   | Mauricio Chau      | Tulia 20 - Renault 4 | Sic                                     | 3-10     |
| 71   | Mauricio Infante   | Tulia 21 - Renault 4 | Maitai - Lubricantes Castrol            | 10       |
| 76   | Raul Juliet        | Tulia 21 - Renault 4 | Unocal 76 - Revista Triunfo             | 10       |
| 77   | Pedro Quinteros    | Tulia 21 - Renault 4 | Confetti's - Bujías NGK                 | 6-7;9    |
| ?    | Gonzalo Carbonell  | Tulia 21 - Renault 4 | Revista Triunfo                         | 6        |
| ?    | Edgardo Neumamn    | Tulia 21 - Renault 4 | Planta Minera Otilia                    | 1        |

TEMPORADA'
| Fº   | Día              | Circuito                                | Ciudad   | Gran Premio                | Ganador               |
| ---- | ---------------- | --------------------------------------- | -------- | -------------------------- | --------------------- |
| 1.º  | 21 de febrero    | Base Aérea de Quintero                  | Quintero | Diario El Mercurio         | Iván González         |
| 2.º  | 7 de marzo       | Autódromo Las Vizcachas                 | Santiago | Maitai                     | Carrera Suspendida(1) |
| 3.º  | 21 de marzo      | Autódromo Las Vizcachas                 | Santiago | Licores Despouy            | Norman Walker         |
| 4.º  | 25 de abril      | Base Aérea de El Bosque                 | Santiago | Remolques Goren            | Julio Infante         |
| 5.º  | 16 de mayo       | Autódromo Las Vizcachas                 | Santiago | Denim                      | Julio Infante         |
| 6.º  | 13 de junio      | Circuito Callejero Costanera San Martín | Arica    | Lubricantes Gulf           | Julio Infante         |
| 7.º  | 22 de agosto     | Autódromo Las Vizcachas                 | Santiago | Marantz                    | Julio Infante         |
| 8.º  | 26 de septiembre | Autódromo Las Vizcachas                 | Santiago | Calzados Pluma             | Carrera Suspendida(2) |
| 9.º  | 31 de octubre    | Autódromo Las Vizcachas                 | Santiago | Fuji-Puma                  | Julio Infante         |
| 10.º | 14 de noviembre  | Autódromo Las Vizcachas                 | Santiago | Viceroy                    | Iván González         |
| 11.º | 28 de noviembre  | Autódromo Las Vizcachas                 | Santiago | Lubricantes Gulf           | Julio Infante         |
| 12.º | 19 de diciembre  | Autódromo Las Vizcachas                 | Santiago | Sergio Santander Benavente | Mauricio Infante      |

(1) La carrera fue suspendida debido a la poca concurrencia de participantes, solo se presentaron cuatro pilotos a la grilla de largada.
(2) La carrera fue suspendida producto del accidente ocurrido en la carrera de Fórmula Tres entre Sergio Santander y Gonzalo Alcalde, lo que hizo que la jornada fuera finalizada sin realizar tanto la carrera de Fórmula Júnior como de Monomarca Fiat 600 que venían después de la carrera principal.
- Datos: Q30916997